# بحيرة أوليستون
بحيرة ولاستون  تقع هاذة البحيرة في شمال شرق ساسكاتشوان ، كندا .وتقع على بعد 550 كيلومترا (340 ميل) شمال شرق الأمير ألبرت . تبلغ مساحتها 2,286 كيلومتر مربع (883 ميل2)باستثناء الجزر ؛ 2,681 كيلومتر مربع (1,035 ميل2) إذا تم تضمين الجزر،  فهي أكبر بحيرة تصب في العالم - والمقصود بذلك بحيرة تصب بشكل طبيعي في اتجاهين .
إن نحو 10% من مياه البحيرة تصب في نهر فوند دو لاك ، الذي يتدفق من البحيرة بأتجاة الشمال الغربي ، حيث يصب في بحيرة أثاباسكا ، التي تصب في نهاية المطاف في المحيط المتجمد الشمالي عبر نظام نهر ماكينزي. وتصب بقية المياه في نهر كوكرين ، الذي يتدفق من الجانب الشمالي الشرقي من البحيرة وإلى بحيرة الرنة ، التي تصب عبر نظام نهر تشرشل إلى خليج هدسون .
التدفق الرئيسي لبحيرة ولاستون هو نهر جيكي الذي يتدفق من الجنوب الغربي إلى الجزء الجنوبي الغربي من البحيرة. إذا كان خليج هدسون يُعد ذراعًا للمحيط الأطلسي ، فإن نهر جيكي يٌعد أيضا أكبر نهر في العالم بسبب أنه يتدفق طبيعياً إلى محيطين.
بحيرة ولاستون هي أيضًا أكبر بحيرة في ساسكاتشوان ، على الرغم من أن أجزاء من بحيرة أثاباسكا وبحيرة الرنة أكبر.
صموئيل هيرن علم عن البحيرة في سنة 1770 ولاحظ ديفيد طومسون في سنة 1796 المنافذ المزدوجة على أنها «لا مثيل لها في العالم». وفي سنة1807 ، أطلق بيتر فيدلر على البحيرة اسم ويليام هايد ولاستون .
المستوطنة الوحيدة على شواطئها تٌدعى أيضًا بحيرة ولاستون . وتشمل المستوطنة شمال هاملت بحيرة وولاستون التي يبلغ عدد سكانها 129 نسمة ووقرية وولاستون بوست في Hatchet Lake Dene Nation التي يبلغ عدد سكانها 1251.

## وصول
يتم توفير الوصول إلى البحيرة من قبل مهبط الطائرات المحلي ( مطار بحيرة ولاستون ) وطريق لجميع الأحوال الجوية ( الطريق ساسكاتشوان السريع 905 ) إلى لا رونج . يعبر هذا الطريق من الجانب الغربي من البحيرة ، بينما يقع مجتمع بحيرة ولاستون على الجانب الشرقي من البحيرة ، ولكن يمكن عبور البحيرة بطريق شتوي عندما تكون البحيرة متجمدة.(من نوفمبر إلى يونيو)  وبواسطة عبارات ولاستون بارك عندما لا تكون كذلك. يتم توفير الخدمة الجوية أيضًا إلى نقاط الهبوط الشمالية ، وهي مركز خدمة لمناجم اليورانيوم القريبة. توفر هذه الصناعة فرص عمل للسكان المحليين ، ولكنها أثارت مخاوف بشأن احتمال تلوث البحيرة.
على الجانب الغربي من البحيرة في خليج كولينز ،  بالقرب من كولينز كريك ،  يوجد مطار خليج كولينز . كما يوجد على الجانب الغربي من البحيرة بالقرب من خليج خفي وهٌناك مطار مهمل يسمى مطار هيدن باي .

## موقع استجمام بحيرة ولاستون (خليج مخفي)
موقع ولاستون للترفيه (58°6′2″N ، 103°47′25″W)  المعروف أيضاً باسم خليج خفي كامبلاند ، هو منتزه محلي يقع على الضفة الشمالية لنهر أومفيرفيل  بالقرب من مصبه حيث تصب في حيث يجرف خليج خفي من بحيرة ولاستون. وتضم أرض المخيم 12 مخيما ، وإطلاق قارب ، ومحطة لتنظيف الأسماك ، ومنطقة نزهة.
يبعد موقع الحديقة240 كم  من الطريق السريع 905 ، 260 كم شمال مجتمع ساوث إند .

## أنواع الأسماك
ومن ضمن الأسماك الموجودة في أعماق البحيرة: سمك الجاحظ فاتحة اللون ، وسمك برش الاصفر ، والكراكي رمحي ، وسمك السلمون المرقط ، والرمادي في القطب الشمالي ، وسمك كورجون رنكي الشكل ، وسيسكو ، والبربوط ، والمصاص الأبيض ، والأنف الطويل .
وتنطلق النفايات السائلة المعالجة من منجم يورانيوم بحيرة الأرنب في خليج هيدن على الضفة الجنوبية الغربية من البحيرة.